# كأس العالم للهوكي 2002
كأس العالم للهوكي 2002 هو الموسم 10 من  كأس العالم للهوكي. أقيم في 2002، وأشرف على تنظيمه الاتحاد الدولي للهوكي.